# 米蘭·盧卡克
米蘭·盧卡克（1985年10月4日—）是一位塞爾維亞足球運動員。在場上的位置是守門員。他現在效力於土超球隊阿卡沙，曾效力於游擊隊足球俱樂部。他也代表塞爾維亞國家足球隊參加賽事。